# 八幡丸 (初代)
八幡丸（やわたまる）は日本郵船の貨客船。

## 船歴
「八幡丸」は日本郵船がオーストラリア航路用としてイギリスに3隻発注したうちの一隻で、Robert Napier and Sons社で建造され、1898年5月21日に進水、同年11月竣工。1899年3月3日に日本に着き、オーストラリア航路に就航した。
日露戦争の際、「八幡丸」は1904年3月に横浜・上海線に転用されるも、1航海したのみで同月29日に陸軍に徴傭された。同年6月26日に解傭されるとオーストラリア航路に戻ったが、2航海したのみで12月24日に海軍に徴傭され、仮装巡洋艦となった。南シナ海沿岸の要地偵察をする「南遣支隊」に参加後、日本海海戦では信濃丸などとともに哨戒に従事した。1906年2月4日に解傭後、再びオーストラリア航路に復帰した。
1913年7月11日から「八幡丸」は神戸・上海線や横浜・上海線で運行された。
第一次世界大戦では海軍の病院船になった。1914年8月18日、徴傭発令。8月20日に病院船に指定され、呉鎮守府所管、第二艦隊附属となり、8月23日に軍医長として西勇雄軍医大監が着任した。病院船への艤装は呉海軍工廠で行われ、9月11日に完了した。
「八幡丸」は9月13日に呉を出港して八口浦へ向かい、それから労山湾へ移動。患者を収容して10月2日に佐世保に戻ると患者を佐世保海軍病院へ移し、再び労山湾へ向かった。この時は急性虫垂炎の手術が行われたり、イギリス戦艦「トライアンフ」の負傷者2名を受け入れたりしている。また赤痢患者が多数出たため、佐世保に戻ると伝染病用の病床を増やす改装が行われた。その後も「八幡丸」は10月24日から11月10日まで労山湾で患者を収容し、11月12日に佐世保に戻ると横須賀鎮守府に転属となった。
横須賀海軍工廠で遠洋進出のための改修が行われた後、「八幡丸」はトラック、フィジーへ進出した。1915年1月8日、解傭発令。1月10日、「八幡丸」は横須賀に戻った。1月14日、呉で上陸の際、傳馬船の転覆事故が発生して3名が死亡した。
シベリア出兵に際し、「八幡丸」は1918年8月6日から10月12日までと1919年4月15日から4月28日まで陸軍に徴傭された。
1923年度から南洋航路の東廻線で運行された。
1934年12月26日、「八幡丸」は第一次船舶改善助成施設を適用して建造される「鳴門丸」（N型貨物船）の解体見合い船に指定されて売却され、その後解体された。